# 小正醸造
小正醸造株式会社（こまさじょうぞう）は、鹿児島県日置市日吉町神之川に本社、製造場を置く日本の酒類醸造会社。

## 概要・歴史
焼酎、リキュール、ウイスキー、スピリッツの製造・販売を行っている。
1883年（明治16年）創業、1953年7月に法人設立。
焼酎業界で初めて焼酎を樫樽に貯蔵し、1959年「メローコヅル」として商品化、以降樫樽貯蔵焼酎のパイオニアとして「メローコヅル・エクセレンス」などが高く評価されている。米製や麦製の焼酎を樫樽に貯蔵するに限らず、芋焼酎もカメ壺で貯蔵し、貯蔵技術に特色のある製造元である。
また、企業規模に比較して商品のアイテム数が非常に多く、商品開発にも独自のスタンスを持つメーカーであることが知られている。
業界の中では、経営姿勢やものづくりの姿勢、営業スタイル等、非常に実直なメーカーとされているが、最近では地元の鹿児島や福岡等でコミカルなTV広告を展開し、柔軟な部分も表現し始めている。
また際立った特色としては、生産農家との密接な関係が知られている。いくつかの商品のラベルには生産農家の名前が自署にて印刷されている。また平成13年度農林水産祭で天皇賞を受賞した東馬場伸氏の生産する高品質な甘藷を一手に引き受け、「蔵の師魂」「眞酒」等の焼酎を製造、その品質は焼酎マニアにも玄人受けしている。
2017年（平成29年）ウイスキー製造免許を取得し、日置市日吉町神之川に嘉之助蒸溜所を設立。

## 銘柄

### 焼酎
- さつま小鶴
- 小鶴くろ
- 小鶴黄麹
- 赤猿
- 黄猿
- 白猿
- メローコヅルエクセレンス
- メローコヅル磨
- 蔵の師魂
- 眞酒
- 竹山源酔
- 天地水楽
- むぎいち
- 薩摩の大王殿（でおどん）　他

### リキュール
- 小正の梅酒
- 小正のすもも酒
- ハブ酒　他

### ウイスキー
- シングルモルト嘉之助
- 嘉之助 HIOKI POT STILL
- 嘉之助 DOUBLE DISTILLERY　他

### 清涼飲料水
- 小鶴ゼロ - 業界初の「ノンアルコール芋焼酎」。アルコール・糖質・カロリー0%。独自の製法で造られた、焼酎テイストの味わいが楽しめる清涼飲料水。

## 本社・工場・支店
- 神之川オフィス（本部機能）：鹿児島県日置市日吉町神之川853-2
- 日置蒸溜蔵（製造場）：鹿児島県日置市日吉町日置3309
- 嘉之助蒸溜所（製造場）：鹿児島県日置市日吉町神之川845-3
- 鹿児島支店：鹿児島市卸本町6-12
- 福岡支店：福岡市博多区竹下1丁目2-1
- 大阪支店：大阪府大阪市北区西天満5-1-3
- 東京支店：東京都中央区新川1-5-3